# Nilgiritragus hylocrius

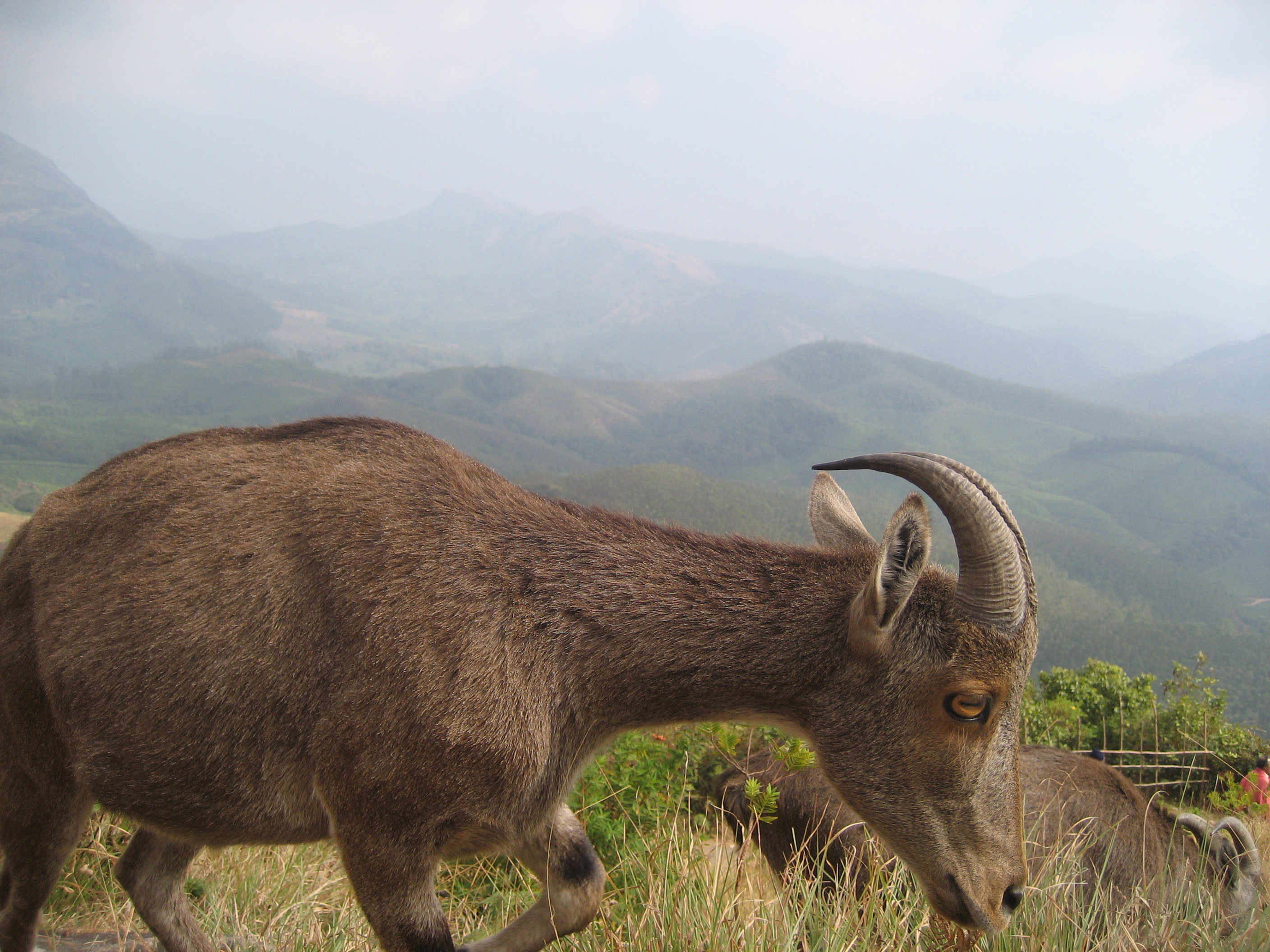
Cabra montés del Nilgiri.

Nilgiritragus hylocrius es una especie de mamífero artiodáctilo de la subfamilia Caprinae propio de la región suroccidental de la India, principalmente en el parque nacional de Eravikulam. Es conocida como cabra montés del Nilgiri

## Características
Nilgiritragus hylocrius es rechoncho, de pelaje corto, áspero y erizado, provisto de cuernos curvos. Los machos son más grandes que las hembras, con el pelaje más oscuro en la madurez. Ambos sexos poseen cuernos curvos, alcanzando 40 cm. los de los machos y 30 cm. los de las hembras. El macho adulto llega a pesar entre 80 y 100 kilos, midiendo hasta 1,4 metros de largo y 1 metro de altura, en la cruz. 
Original de las Montañas Nilgiri, de ahí su nombre. Su hábitat se ubica en las praderas occidentales de la meseta de Decán, en las Montañas Gaths; ubicadas a una altura que va de 1.200 a 2.600 m s. n. m. (mayormente sobre los 2.000 m s. n. m.). El terreno es mayormente ondulado y está salpicado de bosques llamados sholas. A su vez, está circundado por bosques más densos, ubicados a altitudes menores.
Durante el período de la colonización británica el territorio era un coto de caza y pesca, y las grandes manadas de estos ejemplares que existían, fueron siendo objeto de la caza indiscriminada, tanto deportiva como furtiva, reduciendo la cantidad a solo 100 ejemplares a fines de siglo.
Afortunadamente, en 1928, una organización, High Range Game Preservation Association asumió la administración y la protección del área, contando con la ayuda de miembros de la tribu originaria Muduvan; salvándose de la extinción, junto a muchas otras especies en peligro. 
En 1971 el gobierno del estado de Kerala tomó a su cargo la administración, declarando el área como Santuario natural en 1975, y elevando su rango a parque nacional en 1978.
Actualmente existen unos 2.000 ejemplares en el parque nacional de Eravikulam. También existen grupos menores en otros Parques nacionales y en regiones cercanas aisladas.